# Бейсбольные метафоры о сексе

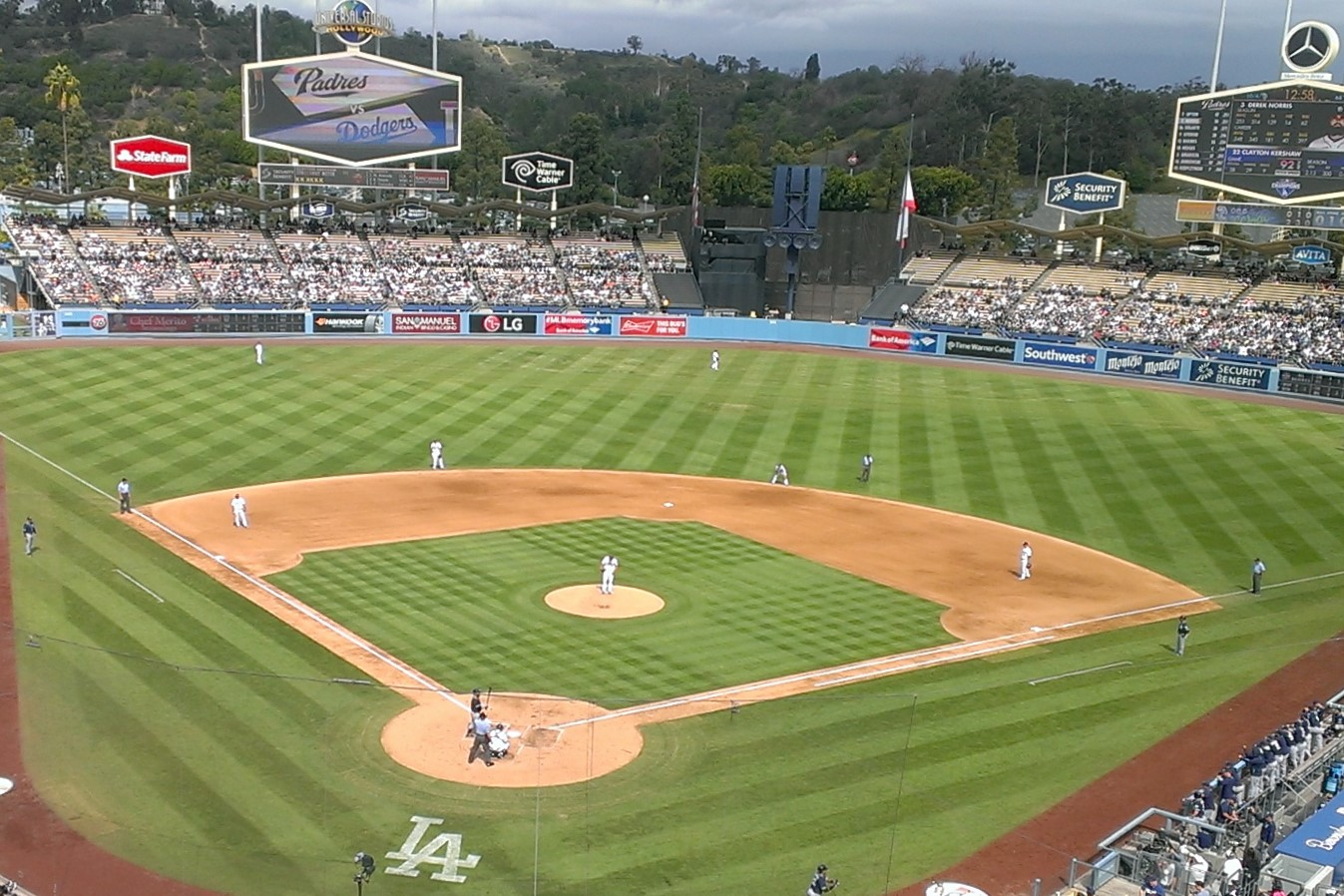
Бейсбольная площадка, видны все базы

В американском сленге бейсбольные метафоры для секса часто используются как эвфемизмы степеней физической близости, в сексуальных контактах или отношениях. В метафоре, впервые распространённой после Второй мировой войны, сексуальные действия описываются так, как если бы это были действия в бейсболе. Бейсбол также послужил контекстом для метафор о сексуальных ролях и идентичности.

## «Пробежка по базам»
Среди наиболее часто используемых метафор — это успехи бьющего (беттера) и бегущего (раннера) в описании уровней физической близости (обычно с гетеросексуальной точки зрения). Определения могут быть разными, ниже приведены типичные варианты использования терминов:
- Страйк-аут — неудачная попытка прелюдии или другой сексуальной активности;
- Первая база[англ.] — поцелуи рот-в-рот, особенно французские поцелуи;
- Вторая база — соприкосновение кожа-к-коже / поцелуи груди; в некоторых контекстах — касание любых эрогенных зон через одежду (то есть фактически без соприкосновения кожи к коже);
- Третья база[англ.] — касание ниже пояса (без полового акта) или ручная стимуляция половых органов;
- Хоум-ран (домашняя база или выигрыш) — «завершённый» (с проникновением) половой акт.

Метафоры употребляются по-разному в популярной американской культуре, широко известный пример — песня Мит Лоуфа «Paradise by the Dashboard Light», текст которой описывает молодую пару, занимающуюся петтингом, в форме закадрового спортивного комментария игры в бейсбол. Другой подобный пример можно найти в песне Билли Джоэла «Zanzibar», где он сравнивает себя с бейсболистом Питом Роузом и поёт строки: «Я, я пытаюсь просто добраться до второй базы, и я бы украл её, если бы она только дала знак. Она даст добро, время для меня ещё не упущено». Песня Трейса Адкинса 2006 года «Swing» построена по той же концепции.
Названия позиций в бейсболе используются в качестве закодированной ссылки на роли, которые играют мужчины, практикующие секс с мужчинами:
- Питчер — проникающий партнёр в анальном сексе;
- Кэтчер — принимающий партнёр в анальном сексе.

Подобные метафоры для сексуальной идентичности включают в себя:
- Свитч-хиттер[англ.] — бисексуальный человек, отсылка к игроку, который может быть с любой стороны[10];
- Играет за другую команду, или бьёт за другую команду — указание, что человек гей или лесбиянка[11];
- Играет за обе команды — указание, что человек бисексуален[12].

## Анализ и критика
Последовательность «пробежки по базам» часто рассматривается как сценарий или шаблон для молодых людей, которые экспериментируют с сексуальными отношениями. Сценарий, возможно, немного изменился с 1960-х годов. Коль и Франсуер утверждают, что в 1990-е годы растущий акцент на безопасном сексе привёл к расширению представления о сексе за пределы гетеросексуального проникающего общения и к тому, что термин «хоум-ран» приобрел дополнительное значение — оральный секс. Рихтерс и Риссел, наоборот, утверждают, что в настоящее время иногда считается, что «третья база» включает в себя оральный секс как часть общепринятой модели поведения, как предшественник «полного» (то есть проникающего) секса. Деятели полового просвещения критикуют привлечение бейсбола в качестве сексуального сценария независимо от того, что означает каждая «база», поскольку такие метафоры представляют секс как соревнование с победителем и проигравшим. Дебора Роффман пишет, что метафора бейсбола оказалась «предательски мощной, необычайно эффективной и очень эффектной… как средство трансляции и передачи последующим поколениям молодёжи всего неправильного и вредного для американских сексуальных отношений».
Существуют противоречивые точки зрения на использование метафоры бейсбола в рамках полового просвещения. Некоторые преподаватели полагают, что такая метафора может быть эффективным приёмом при работе с учащимися средней школы. Сторонниками «бейсбольных» метафор в половом воспитании являются Леман и Белл. В своей книге «A Chicken’s Guide to Talking Turkey With Your Kids About Sex» они используют бейсбольные метафоры, чтобы помочь родителям в обсуждении полового созревания со своими детьми, разделяя темы на «Первую базу» («Изменения от шеи до головы»), «Вторую базу» («Изменения от шеи до пояса»), «Третью базу» («Изменения ниже пояса») и «Домашняя площадка» («Большое „Это“»). Другие утверждают, что метафора бейсбола отражает идеи США о сексе как о победе, а не обоюдном и согласованном действии. Эта критика предполагает, что другие метафоры могут оказаться полезнее для объяснения сексуального согласия и удовольствия. Альтернативные метафоры и критика «бейсбольной» темы предлагаются в материалах о половом воспитании с популярного ресурса Scarleteen.com.